# Weinheim
Weinheim (en el dialecto de Baden-Württemberg, Woinem) es una ciudad situada en el noroeste del estado de Baden-Wurtemberg, Alemania. Tiene una población estimada, a fines de septiembre de 2021, de 45 257 habitantes.
Está ubicada aproximadamente a 18 km al norte de Heidelberg y a unos 15 km al nordeste de Mannheim, en la región metropolitana Rhein-Neckar. Es la ciudad más grande del distrito de Rhein-Neckar y desde el 1 de abril de 1956 una gran ciudad de distrito; pertenece a la región metropolitana europea Rhein-Neckar (hasta el 20 de mayo de 2003 Región del Bajo Neckar y hasta el 31 de diciembre de 2005 Región Rhein-Neckar-Odenwald). Debido a sus dos monumentos característicos, las ruinas de Windeck y la sede de hermandad Wachenburg, lleva el sobrenombre “Zwei-Burgen-Stadt” (la ciudad de los dos castillos”). Desde el punto de vista lingüístico el dialecto local de Weinheim, llamado “Woinemerisch”, pertenece al grupo de dialectos de la región de Baden-Württemberg.

## Geografía

### Situación y espacio natural
La ciudad está situada en la “Badischen Bergstraße” (ruta de montaña de Baden-Württemberg), en una ensenada junto al borde occidental de la selva de Oden, que limita con la llanura del Rin. El antiguo casco urbano se originó en la desembocadura del Weschnitz y la ciudad nueva en el valle del Grundelbach. Se desarrollaron nuevos barrios a lo largo de Schlossberg, a lo largo de la ruta de montaña y hacia la llanura del Rin. Entre los valles de Weschnitz y de Grundelbach se eleva la montaña Wachenberg, de 399,5 metros de altura, al norte de la cual se hallan la montaña Hirschkopf de 345,7 metros de altura y la Saukopf de 348,2 metros de altura; al sur se hallan la montaña Geiersberg de 340 metros de altura y la Goldkopf de 323,8 metros de altura. Algo más hacia el sur se encuentra la montaña Bachberg de 305,5 metros de altura. La colina más alta es la Eichelberg de 524,9 metros de altura ubicada en el barrio de Oberflockenbach. Un poco más hacia el oeste de ésta  se halla la segunda montaña más alta de Weinheim, la llamada Steinberg de 428,5 metros de altura.  El lugar más profundo de Weinheim (97 metros) se halla en la urbanización de Waid, en el noroeste del término municipal. Por su situación junto a la ruta de montaña en Weinheim predomina un clima templado. En comparación con otras regiones de Alemania el almendro y otros árboles frutales florecen mucho antes a lo largo del año. El término municipal abarca 5811 hectáreas, de las cuales 24,2% son superficies urbanizadas y áreas de tráfico, 42,9% son de uso agrícola y 30,0% son bosques.

### División urbana
La ciudad de Weinheim está compuesta por el núcleo urbano y los diez barrios Hohensachsen, Lützelsachsen, Oberflockenbach, Steinklingen, Wünschmichelbach, Rippenweier, Rittenweier, Heiligkreuz, Ritschweier y Sulzbach. Los barrios forman seis poblaciones según el reglamento municipal de Baden-Württemberg con sus correspondientes  municipios  y alcaldes como sus representantes; no obstante los barrios Oberflockenbach, Steinklingen y Wünschmichelbach pertenecen a  la población Oberflockenbach y los barrios Rippenweier, Rittenweier y Heiligkreuz a la población Rippenweier. La totalidad del término municipal se subdivide, además, en seis barrios según el reglamento municipal de Baden-Württemberg, formando  las poblaciones Hohensachsen y Ritschweier  conjuntamente un barrio. El resto de las poblaciones así como el núcleo urbano forman cada uno un barrio [6]
La urbanización en el valle Ritschweier pertenece a la población Hohensachsen (2.627 habitantes el 31 de diciembre de 2016). El centro de acogida de niños y de jóvenes “Pilgerhaus” pertenece a la población Lützelsachsen (5.417 habitantes. La aldea Steinklingen, el pueblo Wünschmichelbach y la casa Daummühle pertenecen a la población Oberflockenbach (2.249 habitantes). La aldea Rittenweier, los lugares Heiligkreuz y Hohert (centro de vacaciones) y la casa Deisenklinge pertenecen a la población Rippenweier (1.046 habitantes). La aldea Oberkunzenbach pertenece a la oblación Ritschweier (305 habitantes). La granja Sulzbacherhof pertenece a la población Sulzbach (2.769 habitantes). Las aldeas Bertleinsbrücke y Weid y los lugares Nächstenbach, Nächstenbacher Berg, Ofling y Waid pertenecen al núcleo urbano de Weinheim (30.761 habitantes). En el territorio de la población Lützelsachsen se halla el despoblado Hege.

### Ordenación territorial
Weinheim es un punto central en el área de los centros urbanos Mannheim y Heidelberg. Al área central de Weinheim pertenecen junto a Weinheim las ciudades y municipios Hemsbach, Hirschberg junto a la ruta de montaña y Laudenbach.

## Historia

### Desde los orígenes hasta elsigloXX
En el año 755 d. C. tuvo lugar la primera mención auténtica de Winenheim en el Códice de Lorsch al libro de registro  de la abadía de Lorsch. El nombre Weinheim procede, por lo tanto, no de “Wein” (vino), que se cultiva en la región, sino de Winos Heim. 
En el año 1000 d. C. el emperador Otto III otorgó la legislación a Weinheim a la que siguió el acuño de moneda en 1065. Por encima del pueblo el convento de Lorsch construyó el castillo Windeck para la seguridad de sus propiedades. En calidad de señor feudal, Lorscher reivindicó los derechos de Weinheim y el castillo. Después de que en el año 1232 el convento de Lorsch fuera puesto bajo el mando del obispo de Maguncia, eso conllevó a largas desavenencias entre Maguncia y el Palatinado.
Hacia el año 1250 el conde del Palatinado fundó “Neustadt” (el casco urbano nuevo) junto al casco histórico como contrapartida de la fundación de Maguncia. En un laudo arbitral en el año 1264, “Neustadt” (el casco urbano nuevo) y el castillo Windeck fueron adjudicados al Palatinado.  Con ello “Neustadt” (el casco urbano nuevo) fue denominada como “ciudad” por primera vez, las circunstancias detalladas de la concesión foral de ese título no han llegado a nuestros días. En el año 1308 el casco histórico también pasó al Palatinado. A partir de 1368 Weinheim perteneció al núcleo inseparable del Electorado del Palatinado y estuvo sometida al “Oberamt”  (unidad administrativa del reino de Wurtemberg) desde finales del siglo XIV. En el año 1454 los territorios del casco histórico y de “Neustadt” (el casco urbano nuevo), todavía separados a efectos administrativos, se unificaron formando una sola ciudad.   
En el siglo XVII la ciudad de Weinheim fue conquistada varias veces por tropas extranjeras a lo largo de la guerra de los 30 años, en la guerra holandesa y en la Guerra de Sucesión y el castillo de Windeck fue destruido.
En el año 1698 el príncipe electo Johann Wilhelm cambió de lugar su corte, la universidad de Heidelberg, la casa de la moneda de la corte y la imprenta a Weinheim por dos años. No obstante, los proyectos, que preveían una ampliación considerable del castillo de Weinheim, no se hicieron realidad.
En el año 1803 el electorado del Palatinado fue disuelto y Weinheim llegó hasta Baden, donde fue sede de una autoridad territorial. Durante la revolución de Baden en el año 1848 extremistas de Weinheim cortaron el tramo del ferrocarril Main-Neckar a la altura de la actual parada Rosenbrunnen de la OEG (“Oberrheinische Eisenbahn-Gesellschaft Aktiengesellschaft Mannheim”, en español  “sociedad de ferrocarriles del Alto Rin Mannheim, S.A.) con lo cual provocaron el descarrilamiento de un tren que estaba destinado al transporte de tropas, con el objetivo de sofocar el “Struve-Putsch” (“Struve-Putsch” se refiere a un elemento regional, del sur de Baden de la Revolución Alemana de 1848/1849). Como consecuencia de ello 33 ciudadanos de Weinheim fueron acusados.